# New Age
Denna artikel handlar om nyandlighet. För musikstilen, se New age (musik).
New Age är en nutida religiös strömning, med anknytning till västerländsk kultur, men termen används även som samlingsbegrepp för flera nyandliga inriktningar. Ordet New Age syftar på den astrologiska Vattumannens tidsålder, som varar åren 2000–4000, på engelska Age of Aquarius.

## Bakgrund
Termen New Age användes så tidigt som 1809 av William Blake i hans förord till Milton. "... when the New Age is at leisure to pronounce, all will be set right ..."
Begreppet myntades år 1932 av Alice Bailey, en utbrytare ur Teosofiska Samfundet, vars teorier kring teosofin ledde henne in i konflikt med teosofiska samfundets ordförande Annie Besant. Många, både anhängare och motståndare till New Age, har ofta beskrivit New Age som ett smörgåsbord, med tanke på hur mycket som ryms inom fenomenet.
Liksom Blavatskys teosofi inspirerades av flera österländska religioner och filosofier inspireras även New Age av bland annat hinduism, zoroastrianism, buddhism, traditionell kinesisk medicin, daoism,  yoga, ayurveda och meditation. Även västerländska inspirationskällor existerar, då främst i form av astrologi (inklusive den österländska), samt förkristna europeiska religioner - särskilt, med tanke på New Age:ens (och Blavatskys teosofis anglosaxiska) rötter kelticismen.
Judendom, kristendom och islam har inte inspirerat i lika hög utsträckning även om den judiska, och kristna, kabbalan alltid varit central (särskilt på senare år med bland annat Madonnas kabbalistiska engagemang).
Man kan säga att New Age har följande inspirationskällor: Religion (framförallt de österländska), mystik (framför allt i form av österländsk meditation och tillhörande teoretiska modeller), filosofi (både religiös och existentialistisk) och vetenskap (särskilt kvantfysik har inspirerat New Age men monumental är även beteendevetenskap såsom psykologi och då särskilt personlighets- och motivationspsykologi under paradigmen humanistisk och transpersonell psykologi.).
Västerländsk esoterism såsom alkemi, magi och mysticism har emellertid mera sällan åberopats, liksom kristendom och islam.
En annan stor inspirationskälla är "positivt tänkande" som växte fram i USA under 1800-talet och som växte under 1900-talet genom populärpsykologiska böcker på temat "selfhelp" (självhjälp). Grundtanken med positivt tänkande är att individen skapar sin egen verklighet. Ursprungligen härstammade detta från "New Thought-rörelsen" från förra sekelskiftets USA. Idag har denna fått ett stort genomslag med den så kallade Law of Attraction-teorin.
New Age och de människor som influeras av dess tankesystem är ytterst heterogent (synkretistiskt), det finns inget sammanhängande och logiskt paradigm som anammas av alla dess anhängare. Av anhängarna ses detta oftast som en styrka. Emellertid tror de flesta som är nyandliga med New Age-inriktning på någon eller några av dessa saker:
- Astrologi, speciellt Vattumannens tidsålder
- Själavandring
- Auror och astralkroppar

Men även om religiösa tankegångar såsom ovanstående är klart identifierbara finns det även mer materiellt betonade teorier med många anhängare, till exempel självhjälp och personlig utveckling. Som allomfattande smörgåsbord inkluderas helt enkelt det mesta. Eftersom det inte finns allmänt vedertagna dogmer väljer den enskilde anhängaren sin egen tro. 

## Kritik mot New Age
Liksom de flesta andra religioner och filosofier har även New Age varit föremål för kritik, både från religiöst och icke-religiöst håll. Katolska kyrkan har särskilt varnat för New Age och publicerade en kritisk rapport där de uppmanade till avståndstagande.
Vetenskaplig skepticism har alltid kritiserat New Age-teorier och -anhängare. Till de vanligaste invändningarna hör bland annat:
- New Age innehåller egentligen inget nytt, utan är bara en återgång till tiden före modern vetenskap. Många trossatser bygger på myter, vidskepelse eller pseudovetenskap.[7]
- Många New Age-företrädare vars läror testats vetenskapligt och befunnits overksamma, fortsätter ändå att arbeta för att tjäna pengar på människors godtrogenhet. De påstår sig stå över vetenskapen, vilket omöjliggör alla logiska resonemang.[7]
- New Age uppmuntrar till ett jag-tänkande där egna erfarenheter väger tyngre än logiskt tänkande.[7]

## New Age-musik
Begreppet New Age används också som beteckning på en musikgenre från 1970- och 1980-talen som är speciellt omtyckt av New Age-anhängare. Bland andra Enya, Jean Michel Jarre, Mike Oldfield och Tangerine Dream brukar räknas dit.[källa behövs]

## Se även

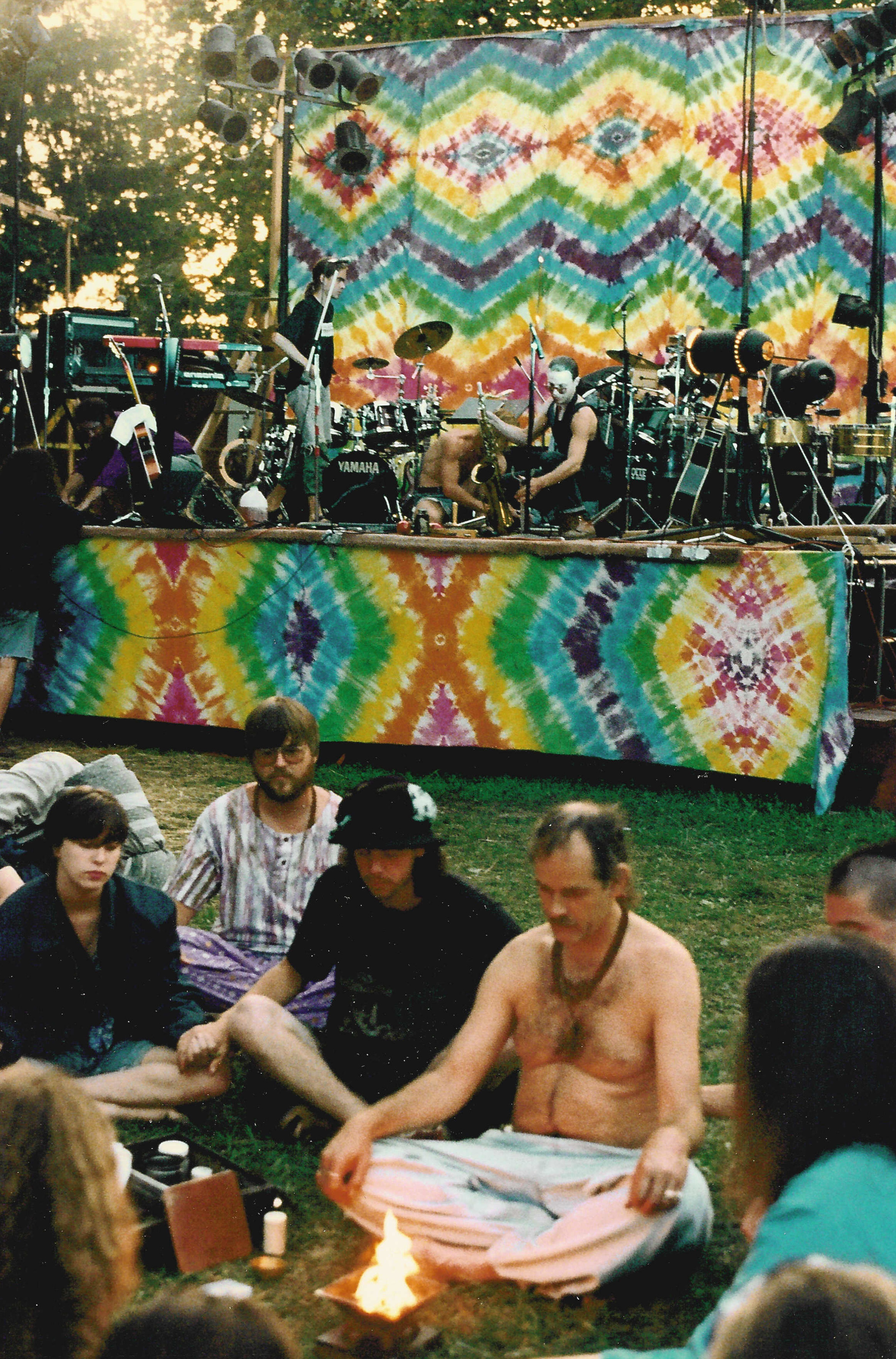
Meditation är ofta en del av new age.